# Todd Smith
| Críticas profissionais | Críticas profissionais |
| Avaliações da crítica  | Avaliações da crítica  |
| Fonte                  | Avaliação              |
| ---------------------- | ---------------------- |
| About.com              | [ 1 ]                  |
| Allmusic               | [ 2 ]                  |
| Entertainment Weekly   | C+                     |
| RapReviews.com         | (7.5/10)               |
| Rolling Stone          | [ 5 ]                  |
| Vibe                   | [ 6 ]                  |
| XXL                    | [ 7 ]                  |

Todd Smith é o décimo primeiro álbum de estúdio do rapper americano LL Cool J, que foi lançado no dia 11 de Abril de 2006 pela gravadora Def Jam. O álbum foi certificado pela RIAA como disco de ouro.

## Faixas
1. "It's LL And Santana" (com Juelz Santana)
2. "Control Myself" (com Jennifer Lopez)
3. "Favorite Flavor" (com Mary J. Blige)
4. "Freeze" (com Lyfe Jennings)
5. "Best Dress" (com Jamie Foxx)
6. "Preserve the Sexy" (com Teairra Mari)
7. "What You Want" (com Freeway)
8. "I've Changed" (com Ryan Toby)
9. "Ooh Wee" (com Ginuwine)
10. "#1 Fan"
11. "Down the Aisle" (com 112)
12. "We're Gonna Make It" (com Mary Mary)
13. "So Sick (Remix)" (Ne-Yo com LL Cool J) (EUA faixa bônus)

## Samples
- "Control Myself"
  - "Planet Rock" de Afrika Bambaataa and Soulsonic Force
  - "Looking for the Perfect Beat" de Afrika Bambaataa and Soulsonic Force
- "Down the Aisle"
  - "If You Were Here Tonight" de Alexander O'Neal
- "Favorite Flavor"
  - "Mary Jane (All Night Long)" de Mary J. Blige
- "So Sick (Remix)"
  - "Human Nature" de Michael Jackson
  - "B Side Wins Again" de Public Enemy
- "We're Gonna Make It"
  - "You've Got a Friend" de Donny Hathaway
- "What You Want"
  - "Hot Wheels (The Chase)" de Badder Than Evil
  - "Heaven and Hell Is on Earth" de 20th Century Steel Band

## Desempenho nas paradas musicais

### Paradas semanais
| Parada semanal (2006)            | Melhor posição |
| -------------------------------- | -------------- |
| Belgian Albums Chart             | 88             |
| Dutch Albums Chart               | 99             |
| Swiss Albums Chart               | 64             |
| UK Albums Chart                  | 79             |
| Billboard 200                    | 6              |
| Billboard Top R&B/Hip-Hop Albums | 2              |

## Certificações
| Região                                                                                             | Certificação | Vendas   |
| -------------------------------------------------------------------------------------------------- | ------------ | -------- |
| Estados Unidos (RIAA)                                                                              | Ouro         | 500 000^ |
| *números de vendas baseados somente na certificação ^distribuições baseadas apenas na certificação |              |          |